# وردون، نووو مستو
وردون، نوو مستو (اسلوونیایی: Verdun, Novo Mesto) یک زیستگاه انسانی در اسلوونی است که در نوو مستو واقع شده‌است.

## خصوصیات
وردون ۰٫۹۱ کیلومترمربع مساحت و ۷۸ نفر جمعیت دارد و ۲۸۶٫۹ متر بالاتر از سطح دریا واقع شده‌است.